# Vuelta a España 2022/16. Etappe
Die 16. Etappe der Vuelta a España 2022 fand am 6. September 2022 statt und war der Auftakt der letzten Woche der 77. Austragung des spanischen Etappenrennens. Die Strecke führte über 189,4 Kilometer von Sanlúcar de Barrameda an der Mittelmeer-Küste ins Landesinnere nach Tomares. Nach der Zielankunft hatten die Fahrer insgesamt 2510,7 Kilometer absolviert was 76,5 % der Gesamtdistanz der Rundfahrt entspricht.

## Streckenführung
Von Sanlúcar de Barrameda aus ging es auf flachem Terrain über Trebujena, Lebrija und Las Cabezas de San Juan in Richtung Nordosten. Nach rund 60 Kilometern drehte die Fahrtrichtung gen Norden und es ging durch die Städte Palmar de Troya, Utrera und Alcalá de Guadaíra. Die Fahrer befanden sich nun im Umland von Sevilla, fuhren jedoch an der Stadt vorbei und erreichten nach rund 140 Kilometern den nördlichsten Punkt der Strecke in Villaverde del Río. Nun ging es entlang des Guadalquivir stromabwärts in Richtung Südwesten. In Alcalá del Río wurde 28,4 Kilometer vor dem Ziel ein Zwischensprint ausgefahren, bei dem auch Bonussekunden vergeben wurden. Anschließend ging es weiter nach La Algaba, ehe es bei Santiponce in einen kurzen nicht-kategorisierten Anstieg ging. Die letzten Kilometer führten über Valencina de la Concepción und Camas zum Zielort Tomares. Das kurvenreiche Finale führte leicht ansteigend auf die Zielgerade auf der Avenida del Aljarafe, die einen Kilometer lang war und zwei Kreisverkehre beinhaltete.
|                | Ort                   | Kilometer |
| -------------- | --------------------- | --------- |
| Start          | Sanlúcar de Barrameda | 0         |
| Zwischensprint | Alcalá del Río        | 161,0     |
| Bonussprint    | Alcalá del Río        | 161,0     |
| Ziel           | Tomares               | 189,4     |

## Rennverlauf und Ergebnisse
Mit Esteban Chaves (EF Education-EasyPost) und Maxim van Gils (Lotto Soudal) gingen zwei Fahrer nicht an den Start der 16. Etappe. Unmittelbar nachdem das Rennen freigegeben wurde, setzten sich mit Luis Ángel Maté (Euskaltel-Euskadi) und Ander Okamika (Burgos-BH) zwei Fahrer vom Hauptfeld ab. Die beiden fuhren einen maximalen Vorsprung von rund vier Minuten heraus, während im Peloton die Mannschaften Trek-Segafredo und Cofidis das Tempo bestimmten. Den Zwischensprint des Tages, der 28,4 Kilometer vor dem Ziel in Alcalá del Río ausgefahren wurde, gewann Luis Ángel Maté vor seinem Fluchtgefährten Ander Okamika. Dahinter sicherte sich Mads Pedersen (Trek-Segafredo) als dritter 15 Punkte und baute somit seinen Vorsprung in der Punktewertung weiter aus. Rund 15 Kilometer vor dem Ziel wurden die beiden Ausreißer schlussendlich eingeholt. Kurz darauf griff Ibai Azurmendi (Euskaltel-Euskadi) auf einer kurzen Steigung an, konnte sich aber nur kurzzeitig vom Hauptfeld lösen, das anschließend geschlossen Richtung Ziel fuhr.
Rund zehn Kilometer vor dem Ziel verlor Kaden Groves (BikeExchange-Jayco) aufgrund eines technischen Defekts den Anschluss zum Hauptfeld und konnte erst fünf Kilometer vor dem Ziel wieder zu dem hinteren Teil des Pelotons aufschließen. Auf den letzten drei Kilometern begann die Straße leicht anzusteigen, was der Gesamtzweite Primož Roglič (Jumbo-Visma) nutzte um sich vom Hauptfeld abzusetzen. Einzig Pascal Ackermann (UAE Team Emirates) konnte der Attacke des Slowenen sofort folgen. Kurz darauf stießen auch Mads Pedersen, Danny Van Poppel (Bora-hansgrohe) und Fred Wright (Bahrain Victorious) zu den beiden Spitzenreitern hinzu, während das Hauptfeld einen Rückstand von rund zehn Sekunden aufwies. Zwei Kilometer vor dem Ziel hatte der Gesamtführende Remco Evenepoel (Quick-Step Alpha Vinyl) einen technischen Defekt und fiel zurück. Der Belgier wurde im Ziel jedoch aufgrund der 3-Kilometer-Regel mit dem Hauptfeld gewertet. Primož Roglič führte die Spitzengruppe auf die Zielgerade, ehe er von seinen Begleitern im Sprint überholt wurde. Bei dem Versuch sich an das Hinterrad des letztplatzierten Fahrers in der Gruppe zu heften, um das Ziel in der gleichen Zeit zu erreichen, touchierte der Slowene mit Fred Wright und kam zu Sturz. Von den Folgen des Sturzes gezeichnet, beendete Primož Roglič die Etappe als 35. wurde jedoch mit der gleichen Zeit wie der Etappensieger Mads Pedersen gewertet, der sich im Sprint vor Pascal Ackermann und Danny Van Poppel durchsetzte. Die weiteren Gesamtklassement-Fahrer erreichten das Ziel mit einem Rückstand von acht Sekunden.

Für Mads Pedersen war es bereits der zweite Etappensieg bei der 77. Austragung der Vuelta a España. Zudem führte er nun die Punktewertung mit 349 Punkten an und hatte einen Vorsprung von über 200 Punkten auf seinen ersten Verfolger. In der Gesamtwertung sowie in den anderen Sonderwertungen kam es zu keinen Veränderungen. Weiters erreichten alle 142 Starter das Ziel.
| \| Etappenergebnis \| Etappenergebnis \| Etappenergebnis \| Etappenergebnis \| Etappenergebnis \| \| Fahrer \| Fahrer \| Land \| Team \| Zeit \| \| --------------- \| ------------------- \| ---------------------- \| --------------------- \| --------------- \| \| 1. \| Mads Pedersen \| Dänemark \| Trek-Segafredo \| 4 h 45 min 29 s \| \| 2. \| Pascal Ackermann \| Deutschland \| UAE Team Emirates \| + 0 s \| \| 3. \| Danny van Poppel \| Niederlande \| Bora-Hansgrohe \| + 0 s \| \| 4. \| Fred Wright \| Vereinigtes Königreich \| Bahrain Victorious \| + 0 s \| \| 5. \| Quentin Pacher \| Frankreich \| Groupama-FDJ \| + 8 s \| \| 6. \| Samuele Battistella \| Italien \| Astana Qazaqstan Team \| + 8 s \| \| 7. \| Cedric Beullens \| Belgien \| Lotto-Soudal \| + 8 s \| \| 8. \| Clément Russo \| Frankreich \| Arkéa-Samsic \| + 8 s \| \| 9. \| Jesús Ezquerra \| Spanien \| Burgos-BH \| + 8 s \| \| 10. \| Julius van den Berg \| Niederlande \| EF Education-EasyPost \| + 8 s \| |                     |                        |                       |                 |
| |                     |                        |                       |                 |
| Quelle: ProCyclingStats |                     |                        |                       |                 |
| Etappenergebnis |                     |                        |                       |                 |
| Fahrer | Fahrer              | Land                   | Team                  | Zeit            |
| 1. | Mads Pedersen       | Dänemark               | Trek-Segafredo        | 4 h 45 min 29 s |
| 2. | Pascal Ackermann    | Deutschland            | UAE Team Emirates     | + 0 s           |
| 3. | Danny van Poppel    | Niederlande            | Bora-Hansgrohe        | + 0 s           |
| 4. | Fred Wright         | Vereinigtes Königreich | Bahrain Victorious    | + 0 s           |
| 5. | Quentin Pacher      | Frankreich             | Groupama-FDJ          | + 8 s           |
| 6. | Samuele Battistella | Italien                | Astana Qazaqstan Team | + 8 s           |
| 7. | Cedric Beullens     | Belgien                | Lotto-Soudal          | + 8 s           |
| 8. | Clément Russo       | Frankreich             | Arkéa-Samsic          | + 8 s           |
| 9. | Jesús Ezquerra      | Spanien                | Burgos-BH             | + 8 s           |
| 10. | Julius van den Berg | Niederlande            | EF Education-EasyPost | + 8 s           |

## Gesamtstände
| \| Gesamtwertung \| Gesamtwertung \| Gesamtwertung \| Gesamtwertung \| Gesamtwertung \| \| Fahrer \| Fahrer \| Land \| Team \| Zeit \| \| ------------- \| ------------------ \| ------------- \| ---------------------- \| ---------------- \| \| 1. \| Remco Evenepoel \| Belgien \| Quick-Step Alpha Vinyl \| 61 h 26 min 26 s \| \| 2. \| Primož Roglič \| Slowenien \| Jumbo-Visma \| + 1 min 26 s \| \| 3. \| Enric Mas \| Spanien \| Movistar Team \| + 2 min 01 s \| \| 4. \| Juan Ayuso \| Spanien \| UAE Team Emirates \| + 4 min 49 s \| \| 5. \| Carlos Rodríguez \| Spanien \| Ineos Grenadiers \| + 5 min 16 s \| \| 6. \| Miguel Ángel López \| Kolumbien \| Astana Qazaqstan Team \| + 5 min 24 s \| \| 7. \| João Almeida \| Portugal \| UAE Team Emirates \| + 7 min 00 s \| \| 8. \| Thymen Arensman \| Niederlande \| Team DSM \| + 7 min 05 s \| \| 9. \| Ben O’Connor \| Australien \| AG2R Citroën Team \| + 8 min 57 s \| \| 10. \| Jai Hindley \| Australien \| Bora-Hansgrohe \| + 11 min 36 s \| |                    |             |                        |                  |
| |                    |             |                        |                  |
| Quelle: ProCyclingStats |                    |             |                        |                  |
| Gesamtwertung |                    |             |                        |                  |
| Fahrer | Fahrer             | Land        | Team                   | Zeit             |
| 1. | Remco Evenepoel    | Belgien     | Quick-Step Alpha Vinyl | 61 h 26 min 26 s |
| 2. | Primož Roglič      | Slowenien   | Jumbo-Visma            | + 1 min 26 s     |
| 3. | Enric Mas          | Spanien     | Movistar Team          | + 2 min 01 s     |
| 4. | Juan Ayuso         | Spanien     | UAE Team Emirates      | + 4 min 49 s     |
| 5. | Carlos Rodríguez   | Spanien     | Ineos Grenadiers       | + 5 min 16 s     |
| 6. | Miguel Ángel López | Kolumbien   | Astana Qazaqstan Team  | + 5 min 24 s     |
| 7. | João Almeida       | Portugal    | UAE Team Emirates      | + 7 min 00 s     |
| 8. | Thymen Arensman    | Niederlande | Team DSM               | + 7 min 05 s     |
| 9. | Ben O’Connor       | Australien  | AG2R Citroën Team      | + 8 min 57 s     |
| 10. | Jai Hindley        | Australien  | Bora-Hansgrohe         | + 11 min 36 s    |

| Punktewertung | Punktewertung       | Punktewertung          | Punktewertung          | Punktewertung |
| Fahrer        | Fahrer              | Land                   | Team                   | Punkte        |
| ------------- | ------------------- | ---------------------- | ---------------------- | ------------- |
| 1.            | Mads Pedersen       | Dänemark               | Trek-Segafredo         | 349 P.        |
| 2.            | Fred Wright         | Vereinigtes Königreich | Bahrain Victorious     | 129 P.        |
| 3.            | Primož Roglič       | Slowenien              | Jumbo-Visma            | 107 P.        |
| 4.            | Samuele Battistella | Italien                | Astana Qazaqstan Team  | 105 P.        |
| 5.            | Remco Evenepoel     | Belgien                | Quick-Step Alpha Vinyl | 100 P.        |
| 6.            | Marc Soler          | Spanien                | UAE Team Emirates      | 99 P.         |
| 7.            | Enric Mas           | Spanien                | Movistar Team          | 88 P.         |
| 8.            | Pascal Ackermann    | Deutschland            | UAE Team Emirates      | 86 P.         |
| 9.            | Danny van Poppel    | Niederlande            | Bora-Hansgrohe         | 72 P.         |
| 10.           | Jay Vine            | Australien             | Alpecin-Deceuninck     | 62 P.         |

| Bergwertung | Bergwertung        | Bergwertung | Bergwertung           | Bergwertung |
| Fahrer      | Fahrer             | Land        | Team                  | Punkte      |
| ----------- | ------------------ | ----------- | --------------------- | ----------- |
| 1.          | Jay Vine           | Australien  | Alpecin-Deceuninck    | 59 P.       |
| 2.          | Richard Carapaz    | Ecuador     | Ineos Grenadiers      | 30 P.       |
| 3.          | Thymen Arensman    | Niederlande | Team DSM              | 22 P.       |
| 4.          | Robert Stannard    | Australien  | Alpecin-Deceuninck    | 21 P.       |
| 5.          | Marc Soler         | Spanien     | UAE Team Emirates     | 20 P.       |
| 6.          | Enric Mas          | Spanien     | Movistar Team         | 19 P.       |
| 7.          | Jimmy Janssens     | Belgien     | Alpecin-Deceuninck    | 17 P.       |
| 8.          | Miguel Ángel López | Kolumbien   | Astana Qazaqstan Team | 16 P.       |
| 9.          | Primož Roglič      | Slowenien   | Jumbo-Visma           | 12 P.       |
| 10.         | Thibaut Pinot      | Frankreich  | Groupama-FDJ          | 12 P.       |

| Nachwuchswertung | Nachwuchswertung    | Nachwuchswertung | Nachwuchswertung       | Nachwuchswertung  |
| Fahrer           | Fahrer              | Land             | Team                   | Zeit              |
| ---------------- | ------------------- | ---------------- | ---------------------- | ----------------- |
| 1.               | Remco Evenepoel     | Belgien          | Quick-Step Alpha Vinyl | 61 h 26 min 26 s  |
| 2.               | Juan Ayuso          | Spanien          | UAE Team Emirates      | + 4 min 49 s      |
| 3.               | Carlos Rodríguez    | Spanien          | Ineos Grenadiers       | + 5 min 16 s      |
| 4.               | João Almeida        | Portugal         | UAE Team Emirates      | + 7 min 00 s      |
| 5.               | Thymen Arensman     | Niederlande      | Team DSM               | + 7 min 05 s      |
| 6.               | José Félix Parra    | Spanien          | Equipo Kern Pharma     | + 43 min 08 s     |
| 7.               | Sergio Higuita      | Kolumbien        | Bora-Hansgrohe         | + 45 min 14 s     |
| 8.               | Gino Mäder          | Schweiz          | Bahrain Victorious     | + 49 min 35 s     |
| 9.               | Edoardo Zambanini   | Italien          | Bahrain Victorious     | + 59 min 06 s     |
| 10.              | Clément Champoussin | Frankreich       | AG2R Citroën Team      | + 1 h 11 min 54 s |

| Mannschaftswertung | Mannschaftswertung                 | Mannschaftswertung           | Mannschaftswertung |
| Team               | Team                               | Land                         | Zeit               |
| ------------------ | ---------------------------------- | ---------------------------- | ------------------ |
| 1.                 | UAE Team Emirates                  | Vereinigte Arabische Emirate | 183 h 34 min 41 s  |
| 2.                 | Ineos Grenadiers                   | Vereinigtes Königreich       | + 32 min 02 s      |
| 3.                 | Astana Qazaqstan Team              | Kasachstan                   | + 43 min 56 s      |
| 4.                 | Bora-Hansgrohe                     | Deutschland                  | + 52 min 47 s      |
| 5.                 | Movistar Team                      | Spanien                      | + 53 min 38 s      |
| 6.                 | Bahrain Victorious                 | Bahrain                      | + 1 h 01 min 50 s  |
| 7.                 | Intermarché-Wanty-Gobert Matériaux | Belgien                      | + 1 h 02 min 02 s  |
| 8.                 | EF Education-EasyPost              | Vereinigte Staaten           | + 1 h 23 min 45 s  |
| 9.                 | Jumbo-Visma                        | Niederlande                  | + 1 h 24 min 08 s  |
| 10.                | Quick-Step Alpha Vinyl             | Belgien                      | + 2 h 03 min 08 s  |

## Ausgeschiedene Fahrer
Die folgenden Fahrer waren aus der Tour ausgeschieden:
- Maxim Van Gils (Lotto Soudal) – DNS wegen positiven Coronatests
- Esteban Chaves (EF Education-EasyPost) – DNS